# 道昭 (天台宗)
道昭（どうしょう、弘安4年（1281年）- 文和4年12月22日（1356年1月24日））は、天台宗の僧侶、歌人である。

## 略歴
弘安4年（1281年）前摂政左大臣一条家経の子として出生。兄弟に内実、冬実、権僧正慈深、大僧正経厳、大僧正良慶などがいる。天台宗常住院門跡行昭の弟子となり、叔父でもあった慈昭の後を受けて常住院門跡となる。園城寺長吏、准后、四天王寺別当等を歴任した。一方で『公衡公記』（西園寺公衡の日記）に恒明親王出生の際に御験者として登場しているように護持僧も務めた。また、延慶元年（1308年）から元亨元年（1321年）及び元亨3年（1323年）から文和4年（1355年）にかけては、熊野三山検校および新熊野検校を務めている。最後は大僧正となり、文和4年12月22日（1356年1月24日）死去。
また、歌人としても数多くの歌を残している。